# Lysekil (stad)
Lysekil is de hoofdstad van de gemeente Lysekil in het landschap Bohuslän en de provincie Västra Götalands län in Zweden. De stad heeft 7568 inwoners (2005) en een oppervlakte van 363 hectare.

## Verkeer en vervoer
Bij de plaats lopen de Länsväg 161 en Länsväg 162.